# 角膜细胞
角膜细胞（英語：Keratocyte）是位於角膜的纖維母細胞，能製造角質硫酸蛋白多醣（keratan-sulfate proteoglycans；KSPG）、以及lumican、keratocan兩種蛋白，以構成角膜。